# Azeri Légió
Az Azeri Légió vagy Azerbajdzsáni Légió (németül: Aserbaidschanische Legion, azeriül: Azərbaycan legionu) egy közel 40 vagy pedig 70 ezer főt számláló, a Wehrmacht kötelékében, a keleti fronton, a Szovjetunió ellen harcoló kollaboráns katonai erő, melyet zömmel azeri nemzetiségűek alkottak. Neve eredetileg Mohamedán Kaukázusi Légió (németül: Kaukasische-Mohammedanische Legion) volt, s miután az azeriek kerültek az egységen belül túlsúlyba, lett Azeri Légió a hivatalos megnevezése.
A légiót elsősorban hadifoglyokból szervezték (a Vörös Hadseregbe kb. 700 ezer azeri nemzetiségűt soroztak be) és a 162. turkesztáni gyalogsági hadosztály alá volt beosztva.
A légió súlyos háborús bűncselekményeket is elkövetett: 1944-ben az azeri önkéntesek művelték Lengyelországban a 40-50 ezer civil halálával járó wolai és varsói mészárlásokat.

## Eredete
Hitler maga a szovjet állampolgárokat megvetette és a Barbarossa hadművelet kezdetekor is azt az utasítást adta, hogy kegyetlenül bánjanak el a helyi lakossággal, mert a terror eszközével is minél hamarabb térdre kényszeríteni a Szovjetuniót. Mivel már az első hónapokban több százezer szovjet katonát ejtettek fogságba a németek, ezért gyakorta a legyilkolásukkal próbálták úgymond csökkenteni a számukat.
A másik oldalon viszont legalább ily módon szenvedett a szovjet nép Sztálin rémuralmától. Mintegy másfélmillióra teszik többen azok számát, akik inkább átálltak a németek oldalára a háború alatt.
Annak ellenére, hogy Hitler kategorikusan elutasította az átállt szovjetek katonai szolgálatba helyezését a Wehrmachtnál, a főparancsnokság akarata ellenére a keleti front parancsnokai elfogadták ezen személyek szolgálatát.
A Hitlert támogató Muhammad Amin Al-Husszeini jeruzsálemi főmufti különösen szorgalmazta, hogy a Szovjetunióban élő muszlim vallású embereket meg kell nyerni a Harmadik Birodalom ügyének. Egy 1941 decemberi titkos beadvány el is rendelte az ún. Turkesztáni Légió felállítását, amelyben a szovjetektől átállt türkmén, üzbég, kazah, kirgiz, karakalpak és tádzsik önkéntesek szolgálnak. Ezzel együtt egy másik hasonló egység, a Kaukázusi Mohamedán Légió felállításáról is döntöttek, amely azeri, dagesztáni, csecsen, ingus és lezg önkéntesekből tevődött össze.
A németek elképzelése az volt, hogy a muszlimok fokozott megnyerésével Törökországot is bevonnák a második világháborúba a tengelyhatalmak oldalán, s így sikerülne rátenni a kezüket a létfontosságú kaukázusi és közel-keleti olajmezőkre. Ezen egységek szervezésében az osztrák Andreas Meyer-Mader őrnagy is aktívan kivette a részét, aki ismerte a közép-ázsiai térséget, megjárta Kínát és szolgált Csang Kaj-sek alatt.

## A kezdetek
Az első egység a 450. gyalogsági zászlóalj volt, amit a lengyelországi Legionowóban állítottak fel, s főleg a Harkiv és Sztálingrád közötti vasúti és kommunikációs vonalak védelmére rendelték. Az egység fegyelme viszont rövidesen meglazult, ezért Meyer-Madert eltávolították a parancsnoki tisztségből.
1943 novemberében Meyer-Mader közvetlenül Himmlerhez fordult egy türk SS egység felállítása ügyében, amit az SS vezér elfogadott és Meyer-Madert Obersturmbannführeri rangra emelte. December 14-én Berlinbe érkezett al-Husszeini jeruzsálemi főmufti is, aki maga is áldását adta a tervre és felajánlotta, hogy szellemi vezetője lesz a muszlim önkénteseknek.
1943 novembere és 1944 januárja között Meyer-Mader rendszeresen találkozott a Wehrmachtban szolgáló szovjet állampolgár muszlimokkal és január 14-én megszületett a megállapodás az SS-egység felállításáról. Körülbelül 9 zászlóalj létrehozását határozták el, többek között azeri és volgai tatár nemzetiségűekből. 1943-ban viszont számos muszlim önkéntes meggondolta magát, dezertált a németektől és az ukrán valamint lengyel ellenállási mozgalmakhoz csatlakozva ismét a Wehrmacht ellen harcoltak.

## A lengyelországi tömeggyilkosságok
Az Azeri Légió 111. ezrede, az SS Oskar Dirlewanger irányítása alatt álló rohamcsoportjának részeként 1944 késő nyarán részt vettek lengyel nemzetiségűek tömeges lemészárlásában Wola és Varsó mellett. Többek között mozgásképtelen beteg embereket és kórházi dolgozókat öltek meg rendkívüli kegyetlenséggel, borzalmas eszközöket használva, a holttesteket pedig elégették.

## A végső szakasz
A németek 1943-as kaukázusi hadjárata során mozgolódni kezdtek a különböző helyi nemzeti bizottságok, amelyek a németek bevonulására vártak. A németek létrehoztak egy Sonderstab Kaukasus csoportot, amelynek a kollaborációt kellett volna elősegíteni az Észak-Kaukázus területén, hogy náci bábállamok jöhessenek létre, s támogatni a szovjet hatalom elleni lázadást, illetve egyéb propagandát terjeszteni. Itt is igyekeztek foglyul ejtett kaukázusiak közül toborozni leendő vezetőket és tisztviselőket. A szervezők között volt Abdurrahman Fatalibeyli, aki már 1942 óta segítette a németeket az azeri kollaboráns katonai egységek felállításában.
A háború további szakaszában az Azeri Légió SS egységei a varsói felkelésnél, a lengyel ellenállók ellen küzdöttek, s ahol szintén aktív résztvevői voltak lengyelek elleni mészárlásoknak.
Miután Meyer-Mader Minszk közelében elesett, az azeri egységek fegyelme bomlásnak indult, ezért átszervezésekkel kellett rendet teremteni az egységek soraiban. Ennek megfelelően a légióban szolgáló azeri és más nemzetiségű katonákat más SS egységek alá rendelték.
Számos turkesztáni, azeri vagy tatár egységet 1944 októberében Szlovákiába csoportosították, s további átszervezésekbe fogtak, így 1945 januárjára három új hadseregcsoport jött létre az azeri és más muszlim katonákból, amelyek turkesztáni, krími és uráli neveket kapták. Az azerieket végül el kellett a szlovákiai táborokból helyezni, miután az a pletyka terjedt el, hogy a kollaboráns Orosz Felszabadítási Hadsereg alá helyeznék őket, ami rendkívüli elégedetlenséget szült soraikban.
Az azeri egységek előbb Sziléziába, majd az olaszországi Paluzzába kerültek. Végül megadták magukat a brit csapatoknak.